# Servicio de Evaluación Ambiental de Chile
El Servicio de Evaluación Ambiental (SEA) es un organismo público chileno, funcionalmente descentralizado, con personalidad jurídica y patrimonio propio creado en 2010 luego de la reforma a la Ley sobre Bases Generales del Medio Ambiente. Es dependiente del Ministerio del Medio Ambiente, y tiene como función el administrar el «Sistema de Evaluación de Impacto Ambiental», el cual es el mecanismo administrativo que determina el impacto ambiental de un proyecto con el fin de recibir permisos sectoriales de obras de construcción categorizadas dentro de la ley.

## Historia
Desde la presentación del proyecto de ley sobre Bases Generales del Medio Ambiente (LBGMA) en 1992, el «Sistema de Evaluación de Impacto Ambiental» (SEIA) fue pensado para ser administrado por la Comisión Nacional del Medio Ambiente y las Comisiones Regionales del Medio Ambiente. La creación de este instrumento público pretende «evitar que se sigan instalando procesos productivos, que puedan causar graves deterioros al medio ambiente». El SEIA tiene como objetivo evitar que se sigan instalando procesos productivos, que puedan causar graves deterioros al medio ambiente, por medio de un sistema administrativo de evaluación de impactos ambientales.
Sin embargo, la gestión del CONAMA fue cuestionada debido a su poca rigidez y facilidad para aprobar proyectos, aun cuando estos han tenido considerables impactos ambientales, sumado a sus limitaciones de fiscalización, su estrecho ligamiento a la Presidencia y problemas administrativos, llevaron a la reformulación de la manera en la cual era ejecutado este sistema.
Respondiendo a estos problemas estructurales, el SEA es creado por la Ley N°20.417, publicada en el Diario Oficial el 26 de enero de 2010, que modificó la LBGMA, diseñado para ser un organismo descentralizado y desconcentrado, independiente al ministerio, pero vigilado por el presidente por medio del Ministerio del Medio Ambiente, que tendrá como principal función la administración del SEIA.
El servicio entra en funciones reemplazando a la CONAMA el 1 de octubre de 2010.
Hasta junio de 2020 en la web de este servicio se pueden encontrar 26,368 proyectos, los que en total registran un monto inversión proyectos 726 684 millones de dólares.[actualizar]

## Funciones
Su función central es tecnificar y administrar el instrumento de gestión ambiental denominado «Sistema de Evaluación de Impacto Ambiental», cuya gestión se basa en la evaluación ambiental de proyectos ajustada a lo establecido en la norma vigente, fomentando y facilitando la participación ciudadana en la evaluación de los proyectos.
Este Servicio cumple la función de uniformar los criterios, requisitos, condiciones, antecedentes, certificados, trámites, exigencias técnicas y procedimientos de carácter ambiental que establezcan los ministerios y demás organismos del Estado competentes, mediante el establecimiento, entre otros, de guías trámite.
La tecnificación del sistema apunta a establecer criterios comunes para evaluar cada tipo de proyecto, con el objeto de asegurar la protección del medio ambiente de manera eficiente y eficaz. Según la ley chilena le corresponde a este servicio:
1. La administración del Sistema de Evaluación de Impacto Ambiental.
2. Administrar un sistema de información sobre permisos y autorizaciones de contenido ambiental, el que deberá estar abierto al público en el sitio web del Servicio.
3. Administrar un sistema de información de líneas de bases de los proyectos sometidos al Sistema de Evaluación de Impacto Ambiental, de acceso público y georreferenciado.
4. Uniformar los criterios, requisitos, condiciones, antecedentes, certificados, trámites, exigencias técnicas y procedimientos de carácter ambiental que establezcan los ministerios y demás organismos del Estado competentes, mediante el establecimiento, entre otros, de guías trámite.
5. Proponer la simplificación de trámites para los procesos de evaluación o autorizaciones ambientales.
6. Administrar un registro público de consultores certificados para la realización de Declaraciones o Estudios de Impacto Ambiental el que deberá contener a lo menos el nombre o razón social, en caso de tratarse de personas jurídicas su representante legal, domicilio e información relativa a sus áreas de especialidad. Dicho registro será de carácter informativo y el reglamento definirá su forma de administración.
7. Interpretar administrativamente las Resoluciones de Calificación Ambiental, previo informe del o los organismos con competencia en la materia específica que participaron de la evaluación, del Ministerio y la Superintendencia del Medio Ambiente, según corresponda. Cuando el instrumento señalado en el inciso anterior contuviese aspectos normados sometidos a las facultades de interpretación administrativa del organismo sectorial respectivo, el informe solicitado tendrá el carácter de vinculante para el Ministerio en relación con esa materia.
8. Fomentar y facilitar la participación ciudadana en la evaluación de proyectos, de conformidad a lo señalado en la ley.

## Sistema de Evaluación de Impacto Ambiental
El Sistema de Evaluación de Impacto Ambiental (SEIA) es una herramienta de gestión ambiental preventiva que permite a las autoridades determinar, previo a la ejecución del proyecto, si este:
- Cumple con la normativa medioambiental vigente, y
- Se hace responsable de impactos ambientales potencialmente significativos

El SEIA entró en vigor el 3 de abril de 1997 junto con la LGBMA. De acuerdo a esta ley, los siguientes proyectos deben someterse al sistema de evaluación:
| Los proyectos o actividades susceptibles de causar impacto ambiental que deberán someterse al SEIA |
| --- |
| Agua |
| - Acueductos, embalses o tranques y sifones que deban someterse a la autorización establecida en el artículo 294 del Código de Aguas, presas, drenaje, desecación, dragado, defensa o alteración, significativos, de cuerpos o cursos naturales de aguas; |
| Energía |
| - Líneas de transmisión eléctrica de alto voltaje y sus subestaciones; Centrales generadoras de energía mayores a 3 MW; - Reactores y establecimientos nucleares e instalaciones relacionadas; - Oleoductos, gasoductos, ductos mineros u otros análogos; |
| Transporte |
| - Aeropuertos, terminales de buses, camiones y ferrocarriles, vías férreas, estaciones de servicio, autopistas y los caminos públicos que puedan afectar áreas protegidas; - Puertos, vías de navegación, astilleros y terminales marítimos; |
| Infraestructura inmobiliaria |
| - Proyectos de desarrollo urbano o turístico, en zonas no comprendidas en alguno de los planes evaluados según lo dispuesto en el Párrafo 1 Bis; - Proyectos industriales o inmobiliarios que se ejecuten en zonas declaradas latentes o saturadas; |
| Minería |
| - Proyectos de desarrollo minero, incluidos los de carbón, petróleo y gas comprendiendo las prospecciones, explotaciones, plantas procesadoras y disposición de residuos y estériles, así como la extracción industrial de áridos, turba o greda; |
| Industria productora |
| - Instalaciones fabriles, tales como metalúrgicas, químicas, textiles, productoras de materiales para la construcción, de equipos y productos métalicos y curtiembres, de dimensiones industriales; - Agroindustrias, mataderos, planteles y establos de crianza, lechería y engorda de animales, de dimensiones industriales; - Proyectos de desarrollo o explotación forestal en suelos frágiles, en terrenos cubiertos de bosque nativo, industrias de celulosa, pasta de papel y papel, plantas astilladoras, elaboradoras de madera y aserraderos, todos de dimensiones industriales; - Proyectos de explotación intensiva, cultivo, y plantas procesadoras de recursos hidrobiológicos; - Producción, almacenamiento, transporte, disposición o reutilización habituales de sustancias tóxicas, explosivas, radioactivas, inflamables, corrosivas o reactivas; |
| Proyectos direccionados específicamente hacia la modificación de recursos biológicos |
| - Proyectos de saneamiento ambiental, tales como sistemas de alcantarillado y agua potable, plantas de tratamiento de aguas o de residuos sólidos de origen domiciliario, rellenos sanitarios, emisarios submarinos, sistemas de tratamiento y disposición de residuos industriales líquidos o sólidos; - Ejecución de obras, programas o actividades en parques nacionales, reservas nacionales, monumentos naturales, reservas de zonas vírgenes, santuarios de la naturaleza, parques marinos, reservas marinas, humedales urbanos o en cualesquiera otras áreas colocadas bajo protección oficial, en los casos en que la legislación respectiva lo permita; - Aplicación masiva de productos químicos en áreas urbanas o zonas rurales próximas a centros poblados, humedales, o a cursos o masas de agua que puedan ser afectadas; - Proyectos de desarrollo, cultivo o explotación, en las áreas mineras, agrícolas, forestales e hidrobiológicas que utilicen organismos genéticamente modificados con fines de producción y en áreas no confinadas. El reglamento podrá definir una lista de especies de organismos genéticamente modificados que, como consecuencia de su comprobado bajo riesgo ambiental, estarán excluidos de esta exigencia. El mismo reglamento establecerá el procedimiento para declarar áreas como libres de organismos genéticamente modificados, y - Ejecución de obras o actividades que puedan significar una alteración física o química a los componentes bióticos, a sus interacciones o a los flujos ecosistémicos de humedales que se encuentran total o parcialmente dentro del límite urbano, y que impliquen su relleno, drenaje, secado, extracción de caudales o de áridos, la alteración de la barra terminal, de la vegetación azonal hídrica y ripariana, la extracción de la cubierta vegetal de turberas o el deterioro, menoscabo, transformación o invasión de la flora y la fauna contenida dentro del humedal, indistintamente de su superficie. |
| Artículo 10 de la LGBMA |

Si el proyecto que ha entrado al SEIA puede provocar uno de los siguientes efectos, debe presentar una «Evaluación de Impacto Ambiental» (EIA), de no ser así, el representante del proyecto puede someter ante el SEIA una «Declaración de Impacto Ambiental» (DIA):
| Lista de efectos |
| --- |
| - Riesgo para la salud de la población, debido a la cantidad y calidad de efluentes, emisiones o residuos; - Efectos adversos significativos sobre la cantidad y calidad de los recursos naturales renovables, incluidos el suelo, agua y aire; - Reasentamiento de comunidades humanas, o alteración significativa de los sistemas de vida y costumbres de grupos humanos; - Localización en o próxima a poblaciones, recursos y áreas protegidas, sitios prioritarios para la conservación, humedales protegidos, glaciares y áreas con valor para la observación astronómica con fines de investigación científica, susceptibles de ser afectados, así como el valor ambiental del territorio en que se pretende emplazar; - Alteración significativa, en términos de magnitud o duración, del valor paisajístico o turístico de una zona, y - Alteración de monumentos, sitios con valor antropológico, arqueológico, histórico y, en general, los pertenecientes al patrimonio cultural. |
| Artículo 11 de la LGBMA |

Un EIA es el documento que describe pormenorizadamente las características de un proyecto o actividad que se pretenda llevar a cabo o su modificación. Debe proporcionar antecedentes fundados para la predicción, identificación e interpretación de su impacto ambiental y describir la o las acciones que ejecutará para impedir o minimizar sus efectos significativamente adversos, mientras que el DIA es el el documento descriptivo de una actividad o proyecto que se pretende realizar, o de las modificaciones que se le introducirán, otorgado bajo juramento por el respectivo titular, cuyo contenido permite al organismo competente evaluar si su impacto ambiental se ajusta a las normas ambientales vigentes.
Luego de pasar por una serie de pasos, si el SEIA considera que el EIA o DIA reflejan y garantizan la protección y mitigación de los efectos sobre el medio ambiente, este entrega una Resolución de Calificación Ambiental (RCA) positiva, dando permiso estatal para la construcción del proyecto tramitado.

## Directores
| Retrato | Subsecretario                | Partido       | Inicio               | Final                | Presidente        |
| ------- | ---------------------------- | ------------- | -------------------- | -------------------- | ----------------- |
|         | Ignacio Toro Labbé           | s.i.          | 1 de octubre de 2010 | 1 de octubre de 2013 | Sebastián Piñera  |
|         | Ricardo Irarrázabal Sánchez  | s.i.          | 1 de octubre de 2013 | 14 de marzo de 2014  | Sebastián Piñera  |
|         | Jorge Troncoso Contreras     | s.i.          | 14 de marzo de 2014  | 27 de abril de 2017  | Michelle Bachelet |
|         | Juan Cristóbal Moscoso (sub) | s.i.          | 27 de abril de 2017  | 13 de marzo de 2018  | Michelle Bachelet |
|         | Hernán Brücher Valenzuela    | s.i.          | 13 de marzo de 2018  | 11 de marzo de 2022  | Sebastián Piñera  |
|         | Valentina Durán Medina       | Independiente | 30 de marzo de 2022  | Presente             | Gabriel Boric     |